# 権田幸子
権田 幸子（ごんだ ゆきこ、1962年 - ）は、日本の実業家、権田酒造株式会社女将、取締役、元システムエンジニア。

## 人物
1962年、群馬県の老舗紙問屋の家に生まれる。1985年3月、立教大学文学部ドイツ文学科卒業。大学在学中、学内のコンピューターセンターでCOBOLやFORTRANなどのプログラム言語を学びながら、学生アシスタントとしてアルバイトをする。大学卒業後、立教高校でSEとしてシステム開発の仕事に携わる。埼玉県熊谷市にある権田酒造の6代目・権田清志との結婚を機に、ITの世界から、造り酒屋である権田酒造に入る。
熊谷酒造は、江戸時代後期の1850年（嘉永3年）の創業から170年以上続く酒蔵。荒川と利根川の最接近する場所のある熊谷市にあり、伏流水が豊富なうえ、米どころであり交通も至便なため、酒造りには最適な場所ある。埼玉県内には、35蔵（2015年時点）あり、生産量は全国6位と、日本の酒どころであるが、杜氏集団には近江、新潟、地元の3系統あるが、権田酒造は近江の流れを汲んでいる。熊谷酒造は熊谷産の酒米と埼玉県で開発された酵母を使い、昔ながらの製法にこだわって仕込んでいる。
酒蔵には、半世紀以上も熟成させている純米吟醸酒「古酒 直実」もあるが、これは先代当主であった権田多喜男が仕込んだ酒で、色は琥珀色で、シェリー酒のような芳醇な味わいがするという。現当主の権田清志も、発酵・醸造の権威で東京大学名誉教授の坂口謹一郎の「麗しい文明は麗しい酒を持つ」という言葉に感銘を受け、古酒作りも行っている。
権田幸子は、SEの仕事を辞めて結婚し、こうした酒造りを家業とする蔵に入るとは思っていなかったが、学生時代に所属していた考古学研究会のサークル活動で日本酒の味を覚えて以来、日本酒は好きで、造り酒屋の仕事には興味を持っていた。当時の考古学サークルでは、飲むお酒といえば日本酒で、行きつけの居酒屋があり、日本酒の一升瓶をキープしている店もあった。
結婚した当初、休めるのは1年のうち元日の午前中だけという家業の造り酒屋の中で、女将として、冬になると新潟から住み込みで働きに来る蔵人たちと、家族の分の食事も準備し、一日中台所にいるような生活を送った。
システムとは無縁の生活を送ってきたが、人的労働が中心となる蔵において、SEで身に付けた知識を活かし、タンク内の温度を光センサーで測定し、温度データをスマートフォンに送信するなど、遠隔でも日本酒醸造中の醪の温度管理ができるシステムをNTTの協力も得て開発した。
コロナ禍で、海外への日本酒の輸出ができなくなるなど、清酒業界にとって厳しい状況下、原料となる酒米は農家が丹精を込めてつくったものであることから、購入量を減らさず、例年と同量の酒を仕込んだ。だが、売れずに残る生酒の中には、熟成によって旨味が増す酒もあり、思わぬ副産物となった。
たとえ思い描いていた夢が崩れたとしても、その先にはきっとまた面白いことがあると、自身の経験を踏まえ、若い学生たちにもメッセージを送っている。